# Andreas Kinsky
Andreas Kinsky (* 18. Mai 1967 in Wien) ist ein österreichischer Politiker der Österreichischen Volkspartei (ÖVP). Vom 17. Dezember 2019 bis zum 18. Dezember 2024 war er Abgeordneter zum Landtag Steiermark.

## Leben

### Ausbildung und Beruf
Andreas Kinsky wurde als Sohn des ÖVP-Politikers Hans Kinsky geboren. Er besuchte nach der Volksschule Mitterdorf an der Raab das Stiftsgymnasium Kremsmünster, wo er 1985 maturierte. Nach dem Präsenzdienst begann er ein Studium der Technischen Betriebswissenschaften und Maschinenbau an der ETH Zürich, das er 1990 als Diplomingenieur abschloss.
Von 1991 bis 1996 war er Consultant und Manager bei der GCI Management GmbH, 1994 war er Gründer und Projektleiter der ESD Information Technology Entwicklungs GmbH, die 1998 in MeTechnology AG umfirmiert wurde und deren Vorstand und CFO er von 1996 bis 1999 war. Nach dem Verkauf der MeTechnology AG an die Brokat AG 1999 leitete er zwei Jahre deren Corporate Development Abteilung und war Mitglied des Executive Boards. 2001 war er Mitbegründer der Blue Corporate Finance AG, die 2015 in Quarton International AG und 2020 in Cowen umfirmiert wurde.
2004 übernahm er die Land- und Forstwirtschaft Gutsverwaltung Stadl, die er im Nebenerwerb führt. Seit 2013 ist er Mitglied der K.Ö.St.V. Markomannia Eppenstein Graz im MKV, 2019 wurde er Vorstandsmitglied des Grazer AK. Kinsky ist verheiratet und Vater von sechs Kindern.

### Politik
Kinsky kandidierte bei der Nationalratswahl 2013 für die ÖVP und war anschließend in der Bezirkspartei im Bezirk Weiz aktiv, wo er im September 2015 zum ÖVP-Bezirksparteiobmann gewählt wurde und Delegierter zum Landesparteitag wurde. Seit 2014 ist er Mitglied des Ortsparteivorstandes in Mitterdorf an der Raab, seit 2015 Mitglied der erweiterten Landesleitung des Wirtschaftsbundes Steiermark und seit 2018 Mitglied des Landesvorstands des Steirischen Bauernbundes.
Bei der Landtagswahl 2019 kandidierte er auf dem 23. Listenplatz der Landesliste sowie auf Platz sechs im Landtagswahlkreis 2 (Oststeiermark). Am 17. Dezember 2019 wurde er in der konstituierenden Sitzung der XVIII. Gesetzgebungsperiode als Abgeordneter zum Landtag Steiermark angelobt. Im ÖVP-Landtagsklub fungiert er als Bereichssprecher für Familien und Finanzen. Weitere Arbeitsschwerpunkte sind die Erhaltung und Förderung der kleinstrukturierten Landwirtschaft sowie die laufende Optimierung der Rahmenbedingungen für die Wirtschaft.
Aus gesundheitlichen Gründen legte er sein Amt als Bezirksparteiobmann zurück, zu seinem Nachfolger wurde im Oktober 2023 Christoph Stark gewählt. Nach fünf Jahren im Landtag beendete er nach der Landtagswahl 2024 mit 18. Dezember 2024 seine Abgeordnetentätigkeit nach einer Krebsdiagnose.